# Goudhaaruil
De goudhaaruil (Acronicta auricoma) is een nachtvlinder uit de familie Noctuidae, de uilen. De voorvleugellengte bedraagt tussen de 16 en 17 millimeter. De soort komt voor in heel Europa. De soort overwintert als pop.
De naam “goudhaaruil” verwijst naar de haren van de rups.

## Waardplanten
De goudhaaruil heeft als waardplanten allerlei loofbomen en struiken, zoals eik, braam, struikheide en bosbes, en soms ook kruidachtige planten.

## Voorkomen in Nederland en België
De goudhaaruil is in België een algemene soort en in Nederland een niet zo gewone soort, die verspreid over het hele gebied kan worden gezien, in Nederland vooral op de zandgronden in het binnenland. De vlinder kent twee generatiea die vliegen van begin april tot eind september.